# Larinioides ixobolus
Larinioides ixobolus - вид пауков-кругопрядов (Araneidae) из рода Larinioides. 
Окраска коричнево-красная, иногда мутно-бежевая с коричневыми оттенками. Густой волосяной покров по краям коричневой головогруди, волоски образуют белые полоски по краям брюшка и вдоль до бороздки, отделяющей голову от груди. Среди иксоболус чётко выражен половой диморфизм. Самки крупнее самцов и могут отличаться окрасом друг от друга. Для паутины характерны геометрические узоры орбитальной формы, вьётся она с наступлением сумерек. Обитает в садах, стенах, заборах, туалетах, на кроне деревьев. Педипальпы чёрные или коричневые, резко выделяются с члениками хелицер на голове. 

#### География
Часто встречается на территории Европы, Кавказа, западной России. Реже - Казахстан, юг азиатской части России.
Представители иксоболус могут атаковать человека в случае опасности, но укусы не опасны. Питается мокрицами, комарами, мухами, бабочками, молью и другими насекомыми.

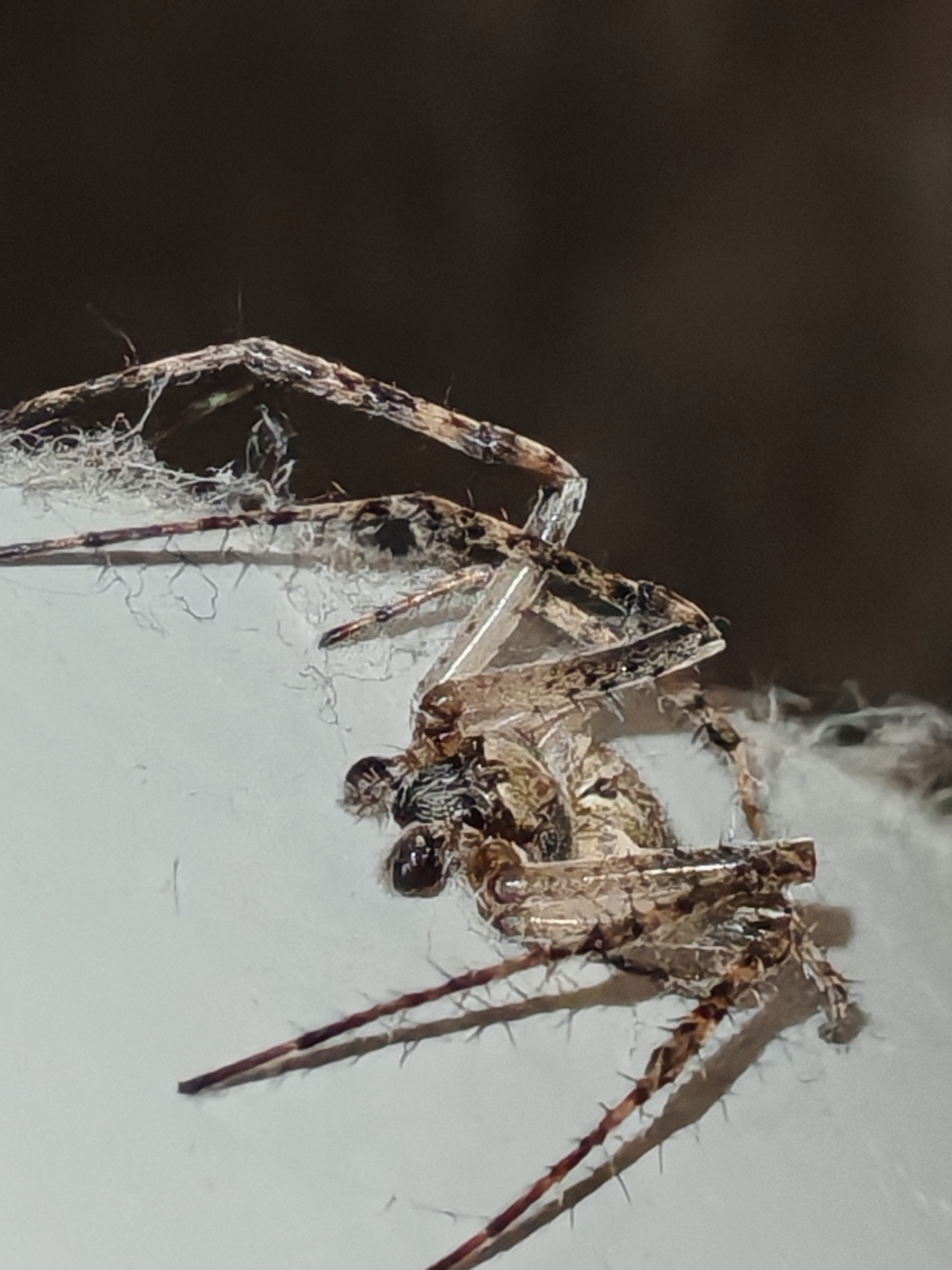
Larinioides ixobolus (Thorell, 1873). Обратите внимание на выделяющиеся педипальпы в районе головы.

1. ↑  Larinioides (англ.) // Wikipedia. — 2024-06-19.
2. ↑  Пауки Беларуси - Larinioides ixobolus. araneae-g2n.mozellosite.com. Дата обращения: 18 августа 2025.
3. ↑  Larinioides ixobolus (Larinioides ixobolus) (англ.). Picture Insect. Дата обращения: 18 августа 2025.
4. ↑  Наблюдения. iNaturalist. Дата обращения: 18 августа 2025.
5. ↑  Укусил этот паук. Подскажите, что это за паук и ядовитый ли он? - ответы экспертов 7dach.ru. 7dach.ru (30 октября 2020). Дата обращения: 18 августа 2025.